# Кузьминова, Варвара Александровна
Варвара Александровна Кузьминова (8 июля 2008) — российская тяжелоатлетка. Двукратный серебряный призёр чемпионатов России 2023 и 2024 годов. Мастер спорта России. 

## Биография
Родилась 8 июля 2008 года. Представляет Московскую область на соревнованиях по тяжёлой атлетике. Проживает в посёлке Зелёный близ подмосковного города Старая Купавна. Занимается под руководством тренеров Ольги Бурнашевой и Владимира Сущака в областной «Спортивной школе олимпийского резерва по тяжелой атлетике» в Богородском округе.  
В феврале 2023 года присвоено звание звание «Мастер спорта России».
На первенстве страны по тяжёлой атлетике среди юношей и девушек, который состоялся в феврале 2023 года, Варвара установила 12 рекордов России в различных возрастных категориях, при чём некоторые рекорды имели статус рекордов Европы. 
На чемпионате России по тяжёлой атлетике 2023 года, который состоялся в Новом Уренгое, Кузьминова впервые в карьере, в возрасте четырнадцати полных лет завоевала серебряную медаль чемпионата страны в категории до 76 кг с общим весом на штанге по сумме двух упражнений 217 килограммов. В рывке она стала чемпионкой страны. Также в ходе соревнований установила три новых рекорда России для спортсменов до 17-ти лет. 
В июле 2024 года на чемпионате России в Новосибирске в категории до 76 кг завоевала серебряную медаль с результатом 235 кг по сумме двух упражнений. 
В мае 2025 года выиграла молодёжный чемпионат мира по тяжелой атлетике в Перу среди спортсменов до 17 лет в весовой категории до 76 кг. В ходе соревнований установила мировой рекорд по общему результату, подняв 235 кг (108 кг в рывке и 127 кг в толчке). 

## Основные результаты
| Год  | Соревнования                                  | Место проведения | Весовая категория | Рывок, кг | Толчок, кг | Сумма, кг | Место |
| ---- | --------------------------------------------- | ---------------- | ----------------- | --------- | ---------- | --------- | ----- |
| 2023 | Чемпионат России                              | Новый Уренгой    | до 76 кг          | 100       | 117        | 217       | 2     |
| 2024 | Чемпионат России                              | Новосибирск      | до 76 кг          | 107       | 128        | 235       | 2     |
| 2025 | Молодёжный чемпионат мира по тяжелой атлетике | Перу             | до 76 кг          | 108       | 127        | 235       | 1     |